# Stonton Wyville
 (octobre 2023).
Stonton Wyville est une paroisse civile et un village du Leicestershire, en Angleterre.